# 慈善星辉布公仔 (电影原声带)
| 評論得分  | 評論得分 |
| 來源      | 評分     |
| --------- | -------- |
| About.com | [ 1 ]    |
| AllMusic  | [ 2 ]    |

《慈善星辉布公仔：电影原声带》（英語：The Muppets: An Original Walt Disney Records Soundtrack）是由華特迪士尼唱片公司于2011年11月22日发行的电影《慈善星輝布公仔》原声带专辑。该原声带包含五首原创歌曲、四首重新录制和重新混音的《大青蛙布偶秀》歌曲（包括《玛佩特秀主题曲》、《Rainbow Connection》和《Mah Nà Mah Nà》）、两首现有歌曲的翻唱版本（希洛·格林的《Forget You》和涅槃乐队的《Smells Like Teen Spirit》）、两首独立歌曲（保罗·西蒙的《Me and Julio Down by the Schoolyard》和杰佛逊星船的《We Built This City》），以及十五个对白曲目。